# چا تائه-سونگ
چا تائه-سونگ (انگلیسی: Cha Tae-sung; ۸ اکتبر ۱۹۳۴ – ۱۸ نوامبر ۲۰۰۶) بازیکن فوتبال اهل کره جنوبی بود.
وی همچنین در تیم ملی فوتبال کره جنوبی بازی کرده‌است.
وی در مسابقات بین‌المللی در مجموع برندهٔ ۲ مدال طلا، ۲ مدال نقره شده‌است.